# Electrica
Electrica er et rumænsk elselskab med hovedkvarter i Bukarest. Det er en børsnoteret virksomhed, der blev etableret i år 2000, med baggrund i aktiver i det tidligere CONEL. De distribuerer og sælger elektricitet til 3,8 mio. forbrugere og virksomheder i Rumænien.